# Norra Knivsjön, Blekinge
Norra Knivsjön är en sjö i Karlshamns kommun i Blekinge och ingår i Mörrumsåns huvudavrinningsområde.